# カルドウェルカタログ
カルドウェルカタログ（英: Caldwell catalogue）は、アマチュア天文学者の観測用に109個の明るい星団、星雲、銀河を収録した天体カタログである。パトリック・ムーアとして知られるパトリック・アルフレッド・カルドウェル＝ムーア (Sir Patrick Caldwell-Moore) がメシエカタログの補完として編集した。

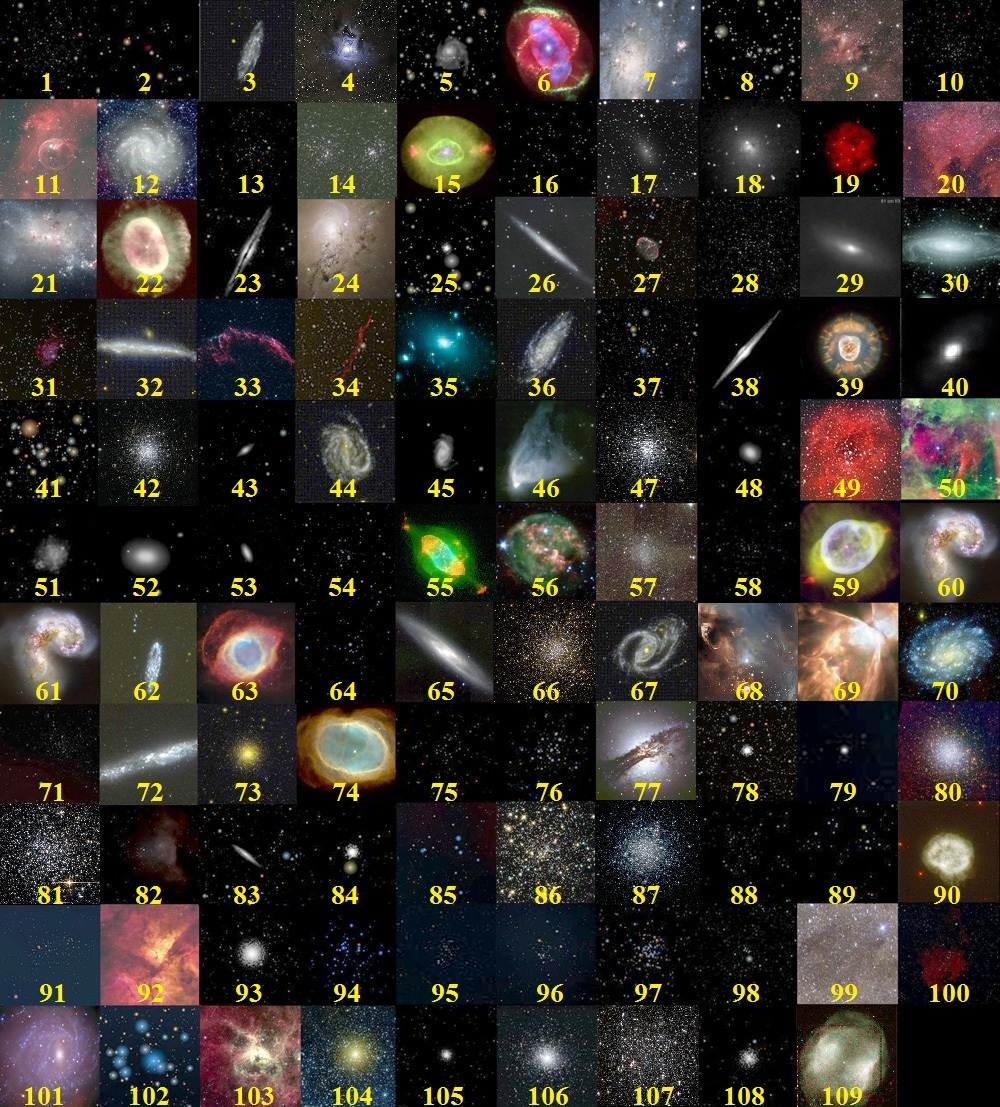
様々なカルドウェル天体

メシエカタログは、観測に適した天体のリストとしてアマチュア天文学者によく用いられるが、ムーアは、メシエカタログにはヒアデス星団、二重星団（NGC 869とNGC 884）、NGC 253等の明るい多くの天体が含まれていないと指摘した。さらにムーアは、北半球の観測に基づいて編集されたメシエカタログには、Ω星団、ケンタウルス座A、NGC 4755、きょしちょう座47等の南半球の明るい天体も排除されているとした。彼はすぐにメシエカタログに収録された数と同じ109個の天体を含むカタログを編集し、1995年12月にスカイ&テレスコープ誌で公表した。
公表後、このカタログはアマチュア天文学者の間で好評を博し、1995年の版の小さな編集上のミスも後に修正された。姓であるムーアの"M"は、既にメシエカタログの収録天体に使われていたため、収録された天体の命名には、カルドウェルの"C"が用いられた。
上述のように、このリストには、プロの天文学者によって既に同定され、アマチュア天文学者にも観測しやすい天体が収録されている。発見順に収録しているメシエカタログとは異なり、カルドウェルカタログは基本的に北から南へ赤緯の順に並んでいる（ただし、NGC 4244とヒアデス星団は順番から外れている）。また初版では、NGC 6087とNGC 6067を取り違えており、ケンタウルス座λ星星団であるIC 2944をケンタウルス座γ星星団と間違えて記載している。

## カルドウェル星図

## 収録された天体の種類毎の数
| 暗黒星雲     | 1   |
| 銀河         | 35  |
| 球状星団     | 18  |
| 星雲         | 9   |
| 星団         | 25  |
| 星団及び星雲 | 6   |
| 惑星状星雲   | 13  |
| 超新星残骸   | 2   |
| 合計         | 109 |